# Suchoi Su-10
Die sowjetische Suchoi Su-10 (russisch Сухой Су-10) war ein Projekt für einen vierstrahligen Bomber. Zugunsten der Iljuschin Il-28 ging sie nicht in den Serienbau.

## Entwicklung
Am 26. Februar 1946 erging vom Volkskommissar für Luftfahrtindustrie an die Konstruktionsbüros Iljuschin, Suchoi und Tupolew eine Forderung nach einem vierstrahligen Bomber. Als Leistungsvorgaben waren eine Geschwindigkeit von 800 km/h in Bodennähe und 850 km/h in 8.000 m Höhe sowie eine maximale Startmasse von 14.500 kg vorgesehen. Das Flugzeug sollte eine maximale Bombenlast von 2.000 kg befördern können, wobei mit 1.000 kg noch eine Reichweite von 1.200 km möglich sein sollte. Als Abwehrbewaffnung waren vier 20-mm-Kanonen vorgesehen. Jedes OKB sollte zwei Prototypen entwickeln. die am 1. Februar folgenden Jahres die Flugerprobung aufnehmen sollten. Neben der werksintern als „Je“ (Є) bezeichneten Su-10 entstanden hierfür die Entwürfe Iljuschin Il-22 und Tupolew Tu-14. Die Arbeiten begannen am 24. April 1946. Suchois Ganzmetallkonstruktion besaß einen halbverglasten Bug mit einer starren B-20E-Maschinenkanone und einem bemannten Heckstand mit zwei B-20E-Maschinenkanonen. Ein hinter dem Cockpit gelegener ferngesteuerter Stand war ebenfalls mit zwei B-20E ausgerüstet. Der Antrieb bestand anfangs aus sechs deutschen Jumo-004-Turbinen. Daneben wurden bei Parallelentwürfen sechs RD-10, dem sowjetischen Nachbau des Jumo 004, in Dreierpacks sowie zwei Paare des Typs Ljulka TR-1 die je am Flügel übereinander gestaffelt wurden, projektiert. Nach Tests von Windkanalmodellen ab dem Juni favorisierte man im Oktober des Jahres erst die Variante mit sechs RD-10, entschied sich aber kurz darauf für vier TR-1A.
Der Bau einer Bruchzelle für statische Tests begann am 30. Dezember 1946. Kurz vor der Fertigstellung des eigentlichen Prototyps wurde Anfang 1948 das Su-10-Programm abgebrochen. Die Maschine gelangte ins Moskauer Luftfahrtinstitut MAI, wo sie als Lehrstück diente.

## Technische Daten
| Kenngröße                         | Daten                                                                                                   |
| --------------------------------- | --- |
| Besatzung                         | 4 |
| Länge                             | 19,55 m                                                                                                 |
| Flügelspannweite                  | 20,6 m                                                                                                  |
| Höhe                              | 6,56 m                                                                                                  |
| Flügelfläche                      | 71,30 m²                                                                                                |
| Leermasse                         | 13.436 kg                                                                                               |
| Startmasse                        | 21.138 kg                                                                                               |
| Antrieb                           | vier Ljulka TR-1                                                                                        |
| Leistung                          | je 1.300 kp                                                                                             |
| Höchstgeschwindigkeit (errechnet) | 940 km/h in 8.000 m Höhe                                                                                |
| Marschgeschwindigkeit (errechnet) | 800 km/h                                                                                                |
| Dienstgipfelhöhe (errechnet)      | 13.000 m                                                                                                |
| Reichweite (errechnet)            | 2.000 km                                                                                                |
| Bewaffnung                        | vier bewegliche 20-mm-MK B-20E je paarweise im Heck- bzw. Rückenstand eine starre 20-mm-MK B-20E im Bug |
| Bombenlast                        | 4.000 kg                                                                                                |